# Spectator Nunatak
Der Spectator Nunatak (englisch für Zuschauer-Nunatak) ist ein 2115 m hoher, isolierter und hauptsächlich vereister Nunatak aus Hornblende im ostantarktischen Viktorialand. In den Usarp Mountains ragt er 6 km westlich des Pomerantz-Tafellands auf.
Der Nunatak diente Wissenschaftlern einer von 1963 bis 1964 durchgeführten Kampagne der New Zealand Geological Survey Antarctic Expedition als Vermessungsstation. Sie benannten ihn nach seiner Erscheinung.